# Сі Цзіньпін
Сі Цзіньпін (спр. кит.: 习近平, пін. Xí Jìnpíng; нар. 15 червня 1953, Пекін, КНР) — китайський державний і політичний діяч, Генеральний секретар Центрального комітету Комуністичної партії Китаю (КПК) з 15 листопада 2012 року, голова КНР з 14 березня 2013 року. Кандидат у члени ЦК КПК 15-го скликання (1997—2002), член ЦК КПК 16—17-го скликань (з 2002 року), член Політбюро ЦК КПК і Постійного комітету Політбюро ЦК КПК 17-го скликання (з 2007 року).
Він став наступником голови КНР Ху Цзіньтао, який залишив свою посаду 15 листопада 2012 року.

## Життєпис
Сі Цзіньпін народився 15 червня 1953 року в Пекіні. Його батько — Сі Чжунсюнь (1913—2002), родом із повіту Фупін провінції Шаньсі, — китайський революціонер, що належав до першого покоління керівників КНР, обіймав посаду віцепрем'єра Держради КНР (1959—1965), був губернатором провінції Гуандун (1979—1981) і заступником Голови ПК ВЗНП.
Сі Цзіньпін почав трудову діяльність 1969 року.
1974 року вступив до лав Комуністичної партії Китаю. Аспірантуру за спеціальністю «Марксистська теорія й ідейно-політичне виховання» Інституту гуманітарних і соціальних наук Університету Цінхуа закінчив заочно, має ступінь доктора юридичних наук.
1969—1975 роки — після закінчення середньої школи — секретар парторганізації бригади Лянцзяхе комуни Веньаньї у повіті Яньчуань провінції Шеньсі.
1975—1979 роки — студент хіміко-технологічного факультету Політехнічного університету Цінхуа.
1979—1982 роки — секретар Канцелярії Держради КНР і Канцелярії Центральної військової ради КНР.
1982—1983 роки — заступник секретаря Комітету КПК провінції Хебей.
1983—1985 роки — секретар Комітету КПК повіту Чжендін провінції Хебей.
1985—1988 роки — віцемер міста Сямень провінції Фуцзянь.
1988—1990 роки — секретар Комітету КПК округу Нінде провінції Фуцзянь.
1990—1993 роки — секретар Комітету КПК і голова Постійного комітету Зборів народних представників Фучжоу провінції Фуцзянь.
1993—1995 роки — член Постійного комітету КПК провінції Фуцзянь, секретар Комітету КПК і голова Постійного комітету Зборів народних представників міста Фучжоу провінції Фуцзянь.
1995—1996 роки — заступник секретаря Комітету КПК провінції Фуцзянь, секретар Комітету КПК і голова Постійного комітету Зборів народних представників м. Фучжоу.
1996—1999 роки — заступник секретаря Комітету КПК провінції Фуцзянь.
1999—2000 роки — заступник секретаря Комітету КПК, виконувач обов'язків губернатора провінції Фуцзянь.
1998—2002 роки — аспірант заочної форми навчання за спеціальністю «Марксистська теорія й ідейно-політичне виховання» Інституту гуманітарних і соціальних наук Університету Цінхуа.
2000—2002 роки — заступник секретаря Комітету КПК і губернатор провінції Фуцзянь.
З 2002 року — заступник секретаря Комітету КПК, а також в. о. губернатора провінції Чжецзян.
2002—2003 роки — секретар Комітету КПК, а також в. о. губернатора провінції Чжецзян.
2003—2007 роки — секретар Комітету КПК і голова Постійного комітету Зборів народних представників провінції Чжецзян.
У 2007—2008 роки — секретар Шанхайського міського комітету КПК.
З 2007 року — член Секретаріату ЦК КПК.
З 2008 року — заступник голови КНР.
З жовтня 2010 року — заступник голови Військової ради ЦК КПК.

### Генеральний секретар ЦК КПК
З 15 листопада 2012 року Сі Цзіньпін — Генеральний секретар ЦК Комуністичної партії Китаю. Рішення про його обрання було ухвалено учасниками першого пленуму ЦК КПК XVIII скликання (почався 8 листопада). Того ж дня на зустрічі з пресою відзначив необхідність дотримання реформ і відкритості для подальшого звільнення суспільних продуктивних сил, подолання життєвих і трудових труднощів народу та збереження руху шляхом загальної заможності.
Свою першу інспекційну поїздку на посаді голови ЦК КПК Сі Цзіньпін здійснив у провінцію Гуандун. Під час візиту у Шеньчжень сказав, що реформи й відкритість — ключовий крок, який вирішує долю сучасного Китаю. На думку Сі Цзіньпіна, загальна мета поглиблення реформ полягає в удосконаленні й розвитку системи Соціалізм із китайською соціалізму з китайською специфікою, а також модернізації системи й потенціалу керування країною.
16 березня 2012 року журнал «Цюші» опублікував доповідь заступника голови КНР і ректора Вищої партійної школи Сі Цзіньпіна, у якому головна увага приділяється питанню єдності Комуністичної партії Китаю. За його словами, необхідно «свідомо підтримувати єдність партії, рішуче боротися проти всіх дій, що завдають шкоди і розколюють партію».

### На посаді голови КНР
14 березня 2013 року Китайські збори народних представників оголосили, що Сі Цзіньпін став новим Головою КНР. Він замінив на цій посаді Ху Цзіньтао і сконцентрував у своїх руках всю владу над партією, державою і збройними силами.
З приходом до влади Сі Цзіньпіна у Китаї почали проводитися економічні реформи і сувора антикорупційна компанія, але водночас було скорочення громадянських свобод і зростання націоналізму. У жовтні 2017 року під час XIX Комуністичної партії Китаю Сі Цзіньпіна було визнано «найвпливовішим китайським лідером» після Мао Цзедуна. На початку з'їзду голова Китаю виступив із тригодинною промовою і вперше представив свою філософію «соціалізму з китайськими характеристиками в нову епоху» та пообіцяв до 2050 року перетворити Китай на світового лідера. Він заявив, що Китай здійснюватиме повноцінні контакти зі світом і наголосив, що «жодна країна не може самостійно вирішувати численні проблеми, що стоять перед людством. Жодна країна не може дозволити собі йти в самоізоляцію». Високопосадовці та державні ЗМІ почали називати його ідеї «Ідеологія Сі Цзіньпіна». Погляди попередніх лідерів Компартії Китаю теж фіксувалися у конституції партії, але ідеологом визнавали лише її засновника Мао Цзедуна.
11 березня 2018 р. під час щорічного засідання Народного з'їзду народних представників у Пекіні ухвалено конституційну поправку, яка дає змогу Сі Цзіньпіну залишатися на посаді президента необмежений термін. Багатьох китайців ця новина шокувала. Під час голосування в парламенті з 2996 депутатів двоє проголосували «проти», ще три утрималися. До того Конституція дозволяла президентові перебувати на посаді два терміни, а ця поправка скасовує систему, яку запровадив китайський лідер Ден Сяопін 1982 року, спрямовану на запобігання надмірностей диктатури протягом усього життя. Термін правління Сі Цзіньпіна мав закінчитись у 2023 р. Влада Китаю оголосила, що зміни покликані вдосконалити єдине партійне та державне керівництво.
Президент США Дональд Трамп похвалив зусилля Сі на продовження терміну його повноважень і зазначив, що не проти аналогічного рішення в США.
18 грудня 2018 року Сі Цзіньпін під час свого виступу на урочистому зібранні в Пекіні з нагоди 40-ї річниці історичного третього пленуму ЦК КПК 11-го скликання, на якому були закладені основи нинішньої проведеної в країні політики реформ і відкритості для зовнішнього світу повідомив, що Китай здобув рішучу перемогу над корупцією. «Під час партійного будівництва, проявляючи жорсткий підхід до дотримання партійної дисципліни, нульову терпимість до проявів розкрадання в партії, була здобута рішуча перемога над корупцією», — сказав голова КНР.
23 жовтня 2022 року Сі Цзіньпіна було втретє переобрано на посаду генерального секретаря Комуністичної партії Китаю. У березні 2023 року депутати Всекитайських зборів народних представників втретє обрали Сі головою Центральної військової ради.
5 липня 2023 року голова Китаю Сі Цзіньпін особисто застеріг президента РФ Володимира Путіна від використання ядерної зброї в Україні.
19 вересня того ж року Сі Цзіньпін заявив, що США та Китай «повинні зобов'язані» досягти мирного співіснування. За його словами, США та Китай мали одного й того ж ворога в боротьбі з Японією і створили глибоку дружбу.

## «Історична резолюція» Комуністичної Партії Китаю
11 листопада 2021 року Комуністична партія Китаю ухвалила «історичну резолюцію» яка може посилити роль Сі Цзіньпіна в подальшій долі КНР.
Влада Сі Цзіньпіна посилилася після того, як правляча Комуністична партія (КПК) прийняла рідкісну «історичну резолюцію», яка вихваляє «вирішальне значення» президента в оновленні китайської нації.
Це лише третя подібна резолюція за 100-річну історію партії. Дві попередні резолюції були прийняті за Мао Цзедуна, який привів комуністів до влади в 1949 році, і Ден Сяопіна, реформи якого в 1980-х перетворили КНР на економічний центр.
В офіційному резюме резолюції зустрічі йдеться, що під керівництвом Сі Китай «добився історичних досягнень і зазнав історичної трансформації». Він похвалив Сі, Мао та Дена за те, що вони призвели країну до «грандіозної трансформації від виступу та зростання процвітання до становлення сильної».

Аналітики заявили, що резолюція була розроблена, щоб підняти статус Сі до рівня Мао та Дена та допомогти забезпечити його політичне майбутнє після того, як партія зняла обмеження на президентські терміни у 2018 році.
Центральний комітет партії закликав усю партію, всю армію та людей усіх етнічних груп більш тісно об'єднатися навколо центрального комітету партії з товаришем Сі Цзіньпіном як ядро, щоб повністю реалізувати нову еру соціалізму Сі Цзіньпіна з китайськими особливостями.
— йдеться у повідомленні Сіньхуа за підсумками зустрічі. Офіційне резюме — чи комюніке — зустрічі свідчило:
Твердження позиції товариша Сі Цзіньпіна як ядра центрального комітету, і навіть всієї партії… мало вирішальне значення у просуванні великого оновлення китайської нації.
У зведенні також говорилося, що центральний комітет партії виконав «багато важливих завдань, які не були виконані раніше, та сприяв історичним досягненням та історичним змінам у справі партії та країни». Рішення прийнято після того, як значний зсув динаміки потужності у верхній частині КПК в останні роки, і була спрямована на переконання партійних чиновників, а також широких верств населення про прогрес, досягнутий під керівництвом Сі, сказав Лін Лі, експерт, дослідження КПК Віденського університету.
Резолюція служить двом цілям: по-перше, вона виправдовує шлях до влади переможця боротьби за владу, виносячи вироки тим, хто програв; і, по-друге, це створює аргументи на користь відмінної роботи партії за переможця.
— сказала вона. Ю Цзе, старший науковий співробітник лондонського аналітичного центру Chatham House по Китаю, сказав, що Сі не отримав усієї слави:
Натомість він визнав та визнав фундамент, закладений його попередниками у різні періоди.
Коли обмеження на кількість термінів було знято, китайські офіційні особи та експерти заявили, що Сі, можливо, знадобиться більше часу для реалізації своєї програми.
Не змінюйте пілота відразу після зльоту… [Він] може зменшити невизначеність для Китаю, оскільки країна входить у вирішальний період розвитку. Я не бачу в цьому проблем.
— сказав один із відомих державних телеканалів.
Сі не мають явних суперників, але критики кажуть, що спроба залишитися при владі може відштовхнути молодших партійних діячів, які можуть побачити, що їхні шанси на просування по службі зменшаться.
Політологи також вказують на досвід інших країн Азії, Африки та Латинської Америки, де тривалі періоди правління однієї людини призвели до погіршення процесу прийняття рішень та погіршення економічних показників.
Крім підтвердження статусу Сі Цзіньпіна та демонстрації переваги партії, документ також закликає членів партії «бути абсолютно впевненими в тому, що ми не робимо підривних помилок щодо фундаментальних питань». Ці фундаментальні питання включають легітимність партії, економічні реформи та відкритість, а також територіальну цілісність, сказав Ю. «Це означає, що Китай тільки вибере шлях, який веде партія», — сказала вона.
Рішення ухвалено у зв'язку з погіршенням відносин Пекіна з багатьма західними столицями через проблеми, включаючи ситуації на Тайвані, Гонконгу та Сіньцзяні.
У комюніке йдеться про те, що світ переживає «великі зміни, небачені за століття», пов'язані з пандемією Covid. Він визнав, що всередині Китаю перед Китаєм стоїть «надзвичайно важке завдання» щодо контролю за Covid та розвитку своєї економіки та суспільства.

## Родина
Сі Цзіньпін — мало не єдиний із сучасних китайських політиків, ім'я дружини якого відоме широким народним масам. Його дружиною з 1986 року є Пен Ліюань — відома китайська співачка, володарка багатьох китайських і зарубіжних премій, у тому числі звання «діяч мистецтва з благородною мораллю і високим художнім рівнем». Вона є першим у країні магістром китайської національної вокальної музики, послом доброї волі ВООЗ з питань туберкульозу і СНІДу, послом доброї волі з питань боротьби з тютюнокурінням і запобігання дитячій злочинності. Також вона брала участь у масштабних державних акціях щодо викорінення обігу наркотичних речовин серед неповнолітніх, та пропагування використання презервативів населенням. Подружжя має дочку Сі Мінцзе.